# Мечётинское сельское поселение
Мечётинское сельское поселение — муниципальное образование в Зерноградском районе Ростовской области.
Административный центр поселения — станица Мечётинская.

## Административное устройство
В состав Мечётинского сельского поселения входит 1 населённый пункт:
- станица Мечётинская

## Население
| 2010  | 2012  | 2013  | 2014  | 2015  | 2016  | 2017  |
| ----- | ----- | ----- | ----- | ----- | ----- | ----- |
| 7194  | ↘7046 | ↘6921 | ↘6833 | ↘6708 | ↘6622 | ↘6576 |
| 2018  | 2019  | 2020  | 2021  |       |       |       |
| ↘6559 | ↘6531 | ↘6468 | ↘6433 |       |       |       |